# Битва при Роденпойсі
Би́тва при Ро́денпойсі (нім. Schlacht bei Rodenpois) — битва, що відбулася 23 лютого 1205 року біля Роденпойса в Лівонії між гетьмансько-земгальським військом та литовцями. Описана в «Хроніці Лівонії». Німецькі сили складалися з братів-мечоносців та лівонського рицарства; їх очолював ризький єпископ Альберт. Земгалами командував князь Вестард. Литовське військо очолював князь Свелгат. Перед битвою союзники влаштували засідку, яку помітив противник. Долю бою вирішив удар німецьких лицарів під проводом Конрада фон Майєндорпа. Більшу частину литовського війська було знищено, а сам князь Свелгат загинув. Битва поклала початок германсько-литовській ворожнечі в Лівонії. Інша назва — битва при Ропажах.

## Передумови
Утвердження германських колоністів у Лівонії, на берегах Західної Двіни, а також розбудова германського міста Рига занепокоїло лівонських сусідів — литовців. У лютому 1205 року, під час великого посту, за відсутності ризького єпископа Альберта, 2-тисячне литовське військо під проводом князя Свелгата рушило у воєнний похід плюндрувати землі естів. Литовці пішли вниз по Двіні, через Лівонію, обравши шлях неподалік Риги, фортифікації якої ще не були закінчені. Рижани надіслали посольство миру до Свелгата, а один із міських голів Мартин пригостив його медом. За повідомленням «Хроніки Лівонії», литовський князь підбадьорений виглядом наляканих германських колоністів вирішив знищити Ригу на зворотному шляху.
Після цього за декілька днів до Риги прибув земгальський князь Вестгард із Терветена, що ворогував із Литвою. Він попередив містян, що литовці розвідали місцевий стан справ і в майбутньому збираються напасти на них. Германці не були налаштовані на війну, але Вестгард наполягав на воєнному союзі й просив дати йому досвідчених командирів і рицарів. Врешті-решт германці пристали на його пропозицію за умови, що кожний земгальський замок видасть їм на знак довіри заручника, якого вони самі оберуть. Вестрагрд погодився, зібрав великі сили й передав заручників; він також привіз провізію до окремих домів Риги і передав її воякам, що прибули здалеку. У відповідь до нього приєдналося германське військо на чолі з ризьким єпископом Альбертом, разом із мечоносцями, Конрадом фон Мейєндорпом та іншими рицарями-хрестоносцями. Союзники відіслали розвідників до лівського князя Каупо з Турайди, що був уклав мир із литовським князем Свелгатом, аби дізнатися про шлях повернення литовців.

## Хід
Свелгат повертався додому з країни естів із великою здобиччю (худобою та кіньми) та численними полоненими. Вступивши до Лівонії, литовці йшли повільно, від села до села, й нарешті дійшли до замку князя Каупо, де заночували. Тим часом німецькі й земгальські розвідники змогли дізнатися, що противник рушатиме найкоротшою дорогою від Роденпойса до Ікскюля, й сповістили про це своїх командирів. Союзне німецько-земгальське військо зайняло висоти біля Роденпойса й приготувало засідку.
Литовці просувалися глибоким снігом, розділивши свої сили на дві частини. Вони йшли одна за одною, розмістивши полонених посередині. Раптом вояки першої частини помітили попереду себе численні сліди інших людей і здогадалися про засідку. Дочекавшись другої частини, литовці об'єдналися разом із полоненими естами й утворили бойовий клин. Коли земгали, що сиділи в засідці, побачили численне литовське військо, вони втратили бойовий дух і заходилися тікати. Германці ж, навпаки, прагнули бою й звернулися до рицаря Конрада фон Мейєндорпа, який згодом отримав від єпископа в лен Ікскюль і називав себе за цим володінням, про дозвол наступати. Тоді Конрад, як і належить рицарю, на гарному коні й гарно озброєний, ударив по противнику разом із іншими германськими вояками. Литовці, які не очікували германської кінноти, перелякалися й почали відступати. Цим скористався князь Вестгард — він повернув своїх земгалів й кинувся спільно з германцями у бій. Союзники розсіяли литовське військо, убивши «близько дванадцять сотень неприятельських вояків». У ході битви також полягло багато полонених естів.
Під час січі загинув і литовський князь Свелгат: спершу, коли він сидів у санях, його поранив у бік списом Теодоріх Шиллінг, вояк зі супроводу ризького єпископа Альберта. Після цього земгали, помітивши, що ворожий князь ще живий, відрубали йому голову.

## Наслідки
Після битви германці й земгали розділили багату здобич литовців – худобу, коней, одяг і зброю. Голову литовського князя Свелгата доставили разом з іншими трофейними головами до Семигалії. У «Хроніці Лівонії» згадується усне свідчення священика Йоганна, який був на той час у литовському полоні, що після поразки в битві 50 дружин полеглих литовців наклали на себе руки, аби поєднатися зі своїми чоловіками в потойбічному світі.
Битва стала початком вікової ворожнечі між германцями й литовцями. Земгали, навпаки, стали на деякий час союзниками германської Риги.